# Greina
 La Greina (el. 2355 m.) (En italiano: Passo della Greina, romanche: Pass Crap) es un puerto de alta montaña que cruza los Alpes lepontinos occidentales, conectando Sumvitg en el cantón de Graubünden en Suiza y Olivone en el cantón de Ticino. El paso se encuentra entre Piz Medel en el norte y Pizzo Marumo, Piz Terri en el sur.
La Greina es también una meseta alta (Plaun la Greina) situada al este del paso, es un sitio aluvial de importancia nacional. La alta meseta estuvo en alto riesgo durante muchos años de ser inundada por un embalse. Al final, esto llevó a una compensación para las municipalidades de Vrin y Sumvitg, ya que no tienen los  ingresos de esta central eléctrica anteriormente planificada. Esta compensación llamada Landschaftsrappen se ve aumentada por un impuesto a las centrales eléctricas. 